# Cristóbal de Virués
Cristóbal de Virués (1550-1614) est un dramaturge et poète espagnol.

## Biographie
Né à Valence au milieu du XVIe siècle, il fut militaire et participa à la bataille de Lépante. Il prit sa retraite avec le rang de capitaine peu avant l'année 1586.
Sa première œuvre, El Monserrate, parut en 1587. Ce poème, apprécié par Cervantes, fut réédité en 1601. Peu après Virués retournait en Italie et reprit son œuvre, dont il publia en 1602 une nouvelle version sous le titre de El Monserrate segundo. Ses œuvres tragiques et lyriques (Obras trágicas y liricas) parues en 1609, comprennent cinq tragédies : La Gran Semiramis, La Cruel Casandra, Atila furioso, Elisa Dido et La Infelice Marcela.
On ignore la date du décès de Virués ; elle est vraisemblablement postérieure à 1614.